# Oxypetalum pachyglossum
Oxypetalum pachyglossum är en oleanderväxtart som beskrevs av Joseph Decaisne. Oxypetalum pachyglossum ingår i släktet Oxypetalum och familjen oleanderväxter. Inga underarter finns listade i Catalogue of Life.